# Lithothamnion granuliferum
Lithothamnion granuliferum Foslie, 1905  é o nome botânico  de uma espécie de algas vermelhas  pluricelulares do gênero Lithothamnion, subfamília Melobesioideae.
- São algas marinhas encontradas no Chile e na Antárctica.

## Sinonímia
- Leptophytum granuliferum  (Foslie) Adey, 1970